# Diaea doleschalli
Diaea doleschalli är en spindelart som beskrevs av Henry Roughton Hogg 1915. Diaea doleschalli ingår i släktet Diaea och familjen krabbspindlar. Inga underarter finns listade i Catalogue of Life.